# جين يانغ
جين يانغ (بالصينية: 金杨) هو متزلج فني صيني، ولد في 16 مايو 1994 في هاربن في الصين.

## وصلات خارجية
- جين يانغ على موقع الاتحاد الدولي للتزلج (الإنجليزية)
- جين يانغ على موقع الاتحاد الدولي للتزلج (الإنجليزية)
- جين يانغ على موقع اللجنة الأولمبية الدولية (الإنجليزية)
- جين يانغ على موقع أوليمبيديا (الإنجليزية)